# Sächsisches Granulitgebirge

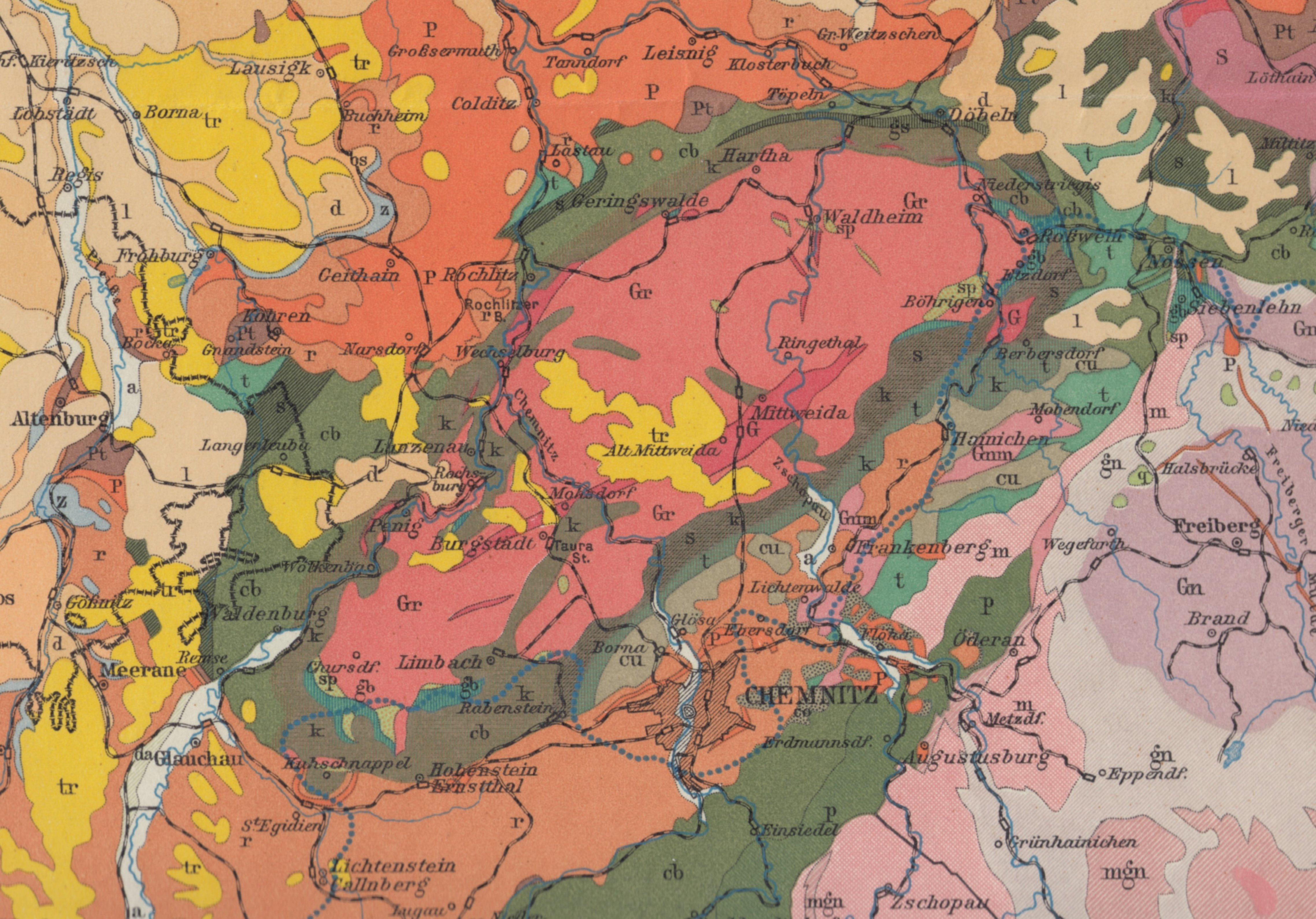
Historische geologische Karte von Sachsen (1910, Hermann Credner) ohne geringmächtige quartäre Überdeckung. Das Sächsische Granulitgebirge ist der ovale, vorwiegend in hellrot dargestellte Bereich im Zentrum der Karte (Signatur Gr für Granulit), nördlich des in orange (Signatur r für Rotliegend) dargestellten Erzgebirgischen Beckens um Chemnitz und südöstlich des rotorange (P für „Quarzporphyr“) dargestellten Nordwestsächsischen Vulkanitkomplexes.

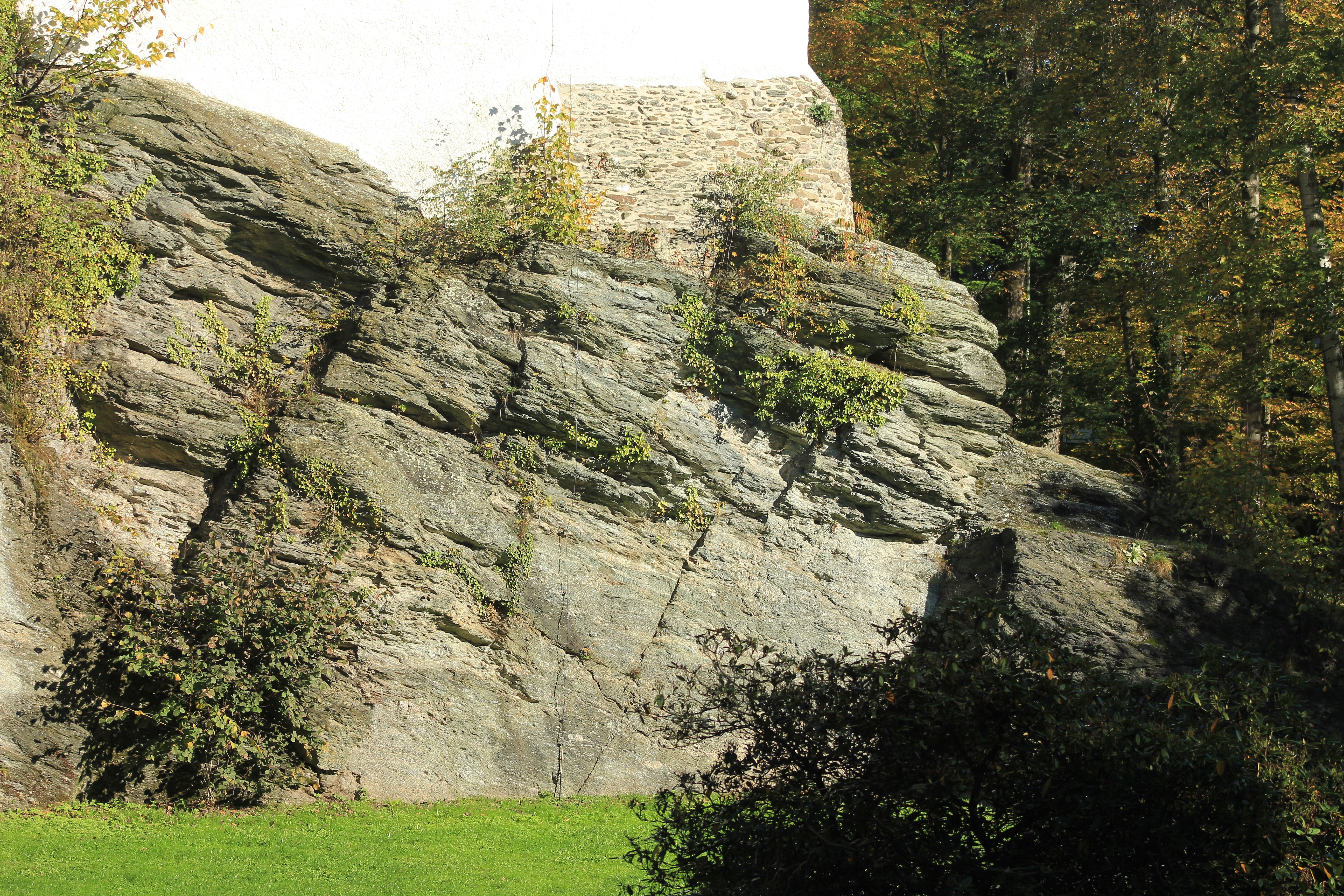
Der Felssockel der Burg Rabenstein im Westen von Chemnitz besteht aus einem phyllitartigen Schiefer des Hüllkomplexes des Granulitgebirges. Nur wenige hundert Meter südöstlich dieser Lokalität verläuft die Grenze zum Erzgebirgischen Becken.

Das Sächsische Granulitgebirge (historisch: „Weißsteingebirge“) ist eine regionalgeologische Einheit und eine Mittelgebirgslandschaft in Sachsen, die sich nach Nordwesten an die Vorerzgebirgs-Senke und das Osterzgebirge anschließt. Strukturgeologisch handelt es sich um einen domartigen Sattel. Dieser bildet im Kartenbild eine Ellipse mit Südwest-Nordost verlaufender Längsachse, die sich über etwa 50 km von Hohenstein-Ernstthal bis nach Roßwein erstreckt. Die Nordwest-Südost-Ausdehnung (die „Breite“ der Ellipse) beträgt etwa 20 km. Die Ellipsenform ist jedoch nur auf sogenannten abgedeckten geologischen Karten gut zu erkennen, da das Granulitgebirge in weiten Teilen von känozoischen Sedimenten überdeckt ist. Das Sächsische Granulitgebirge ist die Welt-Typusregion für die Granulitfazies.

## Geologie
Der Kernkomplex der Domstruktur besteht vorwiegend aus leukokratem Granulit (daher historisch als „Weißstein“ bezeichnet), einem unter hohem Druck und hoher Temperatur entstandenen Umwandlungsgestein. Er ist von einem inneren und äußeren Schiefermantel umgeben.
Die Ursprungsgesteine der Granulite wurden im Proterozoikum gebildet und während der Variszischen Gebirgsbildung umgewandelt. Der Granulitkern enthält jedoch auch Enklaven aus anderen Gesteinen, zum Beispiel eine Granitinsel bei Mittweida sowie weitere kleinere langgestreckte Granitkörper („Mittweidaer Granit“). Die Granite sind karbonischen Alters und somit die jüngsten Bildungen des Granulitgebirges. Sie drangen erst nach der Metamorphose in die Granulite ein und unterlagen daher weit geringerer tektonischer Beanspruchung.
Der Aufstieg dieses Metamorphen Kernkomplexes erfolgte für geologische Zeiträume in einem sehr kurzen Intervall. Nur 5 Millionen Jahre dauerte es, bis das Gestein aus einer Tiefe von etwa 70 Kilometern zur Erdoberfläche exhumiert wurde. Dabei konnte sich der Kern noch nicht völlig abkühlen und verursachte so partiell eine Kontaktmetamorphose in äußeren Teilen des Schiefermantels.
Der äußere Schiefermantel besteht vor allem aus Grauwacken, Tonschiefern und Phylliten. Die Gesteine des inneren Schiefermantels weisen einen höheren Metamorphosegrad auf als die der äußeren Schieferhülle. Sie bestehen aus hellem und dunklem Glimmerschiefer (Muskovit- bzw. Biotitglimmerschiefer) sowie verschiedenen Gneisen (Biotit-, Cordierit- und Granatgneise). Zwischen dem Schiefermantel und dem Granulitkern liegen die Gabbrovorkommen von Langenberg bei Callenberg und die Bronzit-Serpentinite des Kiefernberges bei Hohenstein-Ernstthal.

## Geografie
Das Granulitgebirge wird von drei Flüssen entwässert, die Chemnitz, Striegis und die Zschopau. Alle drei Wasserläufe haben ihr Quellgebiet südlich und weiter entfernt vom Granulitgebirge. Jeweils einer ihrer Gewässerabschnitte durchquert diese Mittelgebirgsregion. Landschaftlich besonders eindrucksvoll ist der Chemnitzverlauf zwischen Diethensdorf und der Fabriksiedlung Schweizerthal. Hier hat eine Blockansammlung im Flussbett zu einer romantischen Tallandschaft geführt, die wohl namensgebend wurde. Hier befindet sich auch einer der größten Steinbrüche im Granulit (Weißstein). Kurz vor Wechselburg mündet die Chemnitz in die Zwickauer Mulde, die hier kurz den Nordwestrand des Granulitgebirges berührt.
Die Zschopau tritt bei Schönborn-Dreiwerden in das Gebiet des Granulitgebirges ein. Danach flankiert sie das Stadtgebiet von Mittweida, windet sich nach Ringethal, wird südlich von Kriebstein zur Talsperre aufgestaut, durchquert das Stadtzentrum von Waldheim und verlässt zwischen Ziegra und Saalbach wieder das Gebirge.
Die Striegis streift nur am Ostrand das Granulitgebirge, wo sie zwischen Berbersdorf und Niederstriegis das Gebiet berührt und hier in die Freiberger Mulde mündet. Diese verlässt bereits nach nur kurzer Strecke bei dem Ort Mahlitzsch das Granulitgebirge.

## Nutzung mineralischer Rohstoffe
Die wichtigsten mineralischen Rohstoffe des Granulitgebirges waren die Granulite selbst und darin eingeschaltete Granitvorkommen. Die vorrangige Verwendung fanden und finden sie als Straßenschotter, Bau- und Pflasterstein. Die meisten Abbaustellen sind schon seit längerer Zeit aufgegeben. Für das Mittweidaer Granitvorkommen existiert ein aktiver Steinbruchbetrieb (2024).
- Granulit (Weißstein): Steinbrüche bei Limbach, Penig, Bräunsdorf, Wolkenburg, Waldheim und Roßwein
- Pyroxengranulit: Steinbrüche bei Hartmannsdorf, Mühlau, Markersdorf und Wittgensdorf
- Granit: Steinbrüche bei Berbersdorf, Hartmannsdorf, Kockisch, Mittweida, Mühlau, Neudörfchen und Waldheim
- Serpentinit: Steinbrüche bei Waldheim, Böhrigen, Hartmannsdorf und Kändler

## Historische Literatur
- Carl Friedrich Naumann: Das Granulit- oder Weißstein-Gebirge. In: Carl Friedrich Naumann: Erläuterungen zu der geognostischen Charte des Königreiches Sachsen und der angränzenden Länderabtheilungen. Erläuterungen zu Section XIV. Zweite unveränderte Ausgabe, Dresden / Leipzig 1845, S. 1–49.
- Hermann Credner: Geologischer Führer durch das sächsische Granulitgebirge. Nach den Resultaten und Erfahrungen der geologischen Landesuntersuchung des Königreichs Sachsen. Königl. Finanzministerium (Hrsg.), Leipzig 1880

## Zitat
„Das Granulit-Gebirge bildet, wie schon von Weiss und Pusch […] bemerkt worden, ein beträchtliches Vorgebirge des Erzgebirges, oder vielmehr ein, demselben vorliegendes, zwar kleineres, aber völlig selbstständiges Gebirge, “einen Gebirgsbuckel, der sich” durch seine Höhe vor dem übrigen Gebirgsabfalle “auszeichnet” und füglich das sächsische Mittelgebirge genannt werden könnte, obwohl es gegenwärtig von zwei Hauptthälern durchschnitten wird.“

### Allgemein
- Dietrich Franke: Regionalgeologie Ost. Geologisches Online-Nachschlagewerk für Ostdeutschland mit rund 2500-seitigem Lexikonteil (PDF; 19 MB) und separat downloadbaren Karten und Tabellen, u. a. mit einer Karte des Granulitgebirges (PDF; 457 kB).
- Dierk Henningsen, Gerhard Katzung: Einführung in die Geologie Deutschlands. 7. Auflage. Spektrum Akademischer Verlag, München 2006, ISBN 3-8274-1586-1.
- Roland Walter: Geologie von Mitteleuropa. 6. Auflage. E. Schweizerbart’sche Verlagsbuchhandlung, Stuttgart 1995, ISBN 3-510-65167-7.